# Balázs Kovács Sándor
Balázs Kovács Sándor (született Kovács Sándor, Szekszárd, 1954. június 7. –) magyar néprajzkutató, muzeológus, történész.

## Tanulmányai
A Sárközben nevelkedett, szülei sárközi parasztpolgárok voltak. Az általános iskolai tanulmányait Sárpilisen végezte (1960–1968), itt szembesült a pompás sárközi népművészettel, tagja a gazdag hagyományokkal rendelkező, országos hírű Sárpilisi Népi Együttesnek, amelynek vezetője akkor Bogár István volt. A bonyhádi Petőfi Sándor Gimnáziumban tanult tovább (1968–1972), majd az ELTE bölcsésztudományi karán történelem szakos tanári és népművelői oklevelet szerzett (1978) többek között Andorka Rudolf szociológus tanítványaként. Ösztönzésére kezdett el tudományos kutatómunkával foglalkozni, több közös kiadványt publikáltak a Sárköz demográfiai és társadalom-történeti viszonyainak alakulásáról. Szakdolgozatát Tolna megye reformkori művelődéstörténetéről írta, dolgozata a megyei helytörténeti pályázaton első díjat nyert.

## Munkahelyei
1978-tól a szekszárdi Béri Balogh Ádám Megyei Múzeum (ami később Wosinsky Mór nevét veszi föl) újkortörténésze, 1982-től a decsi Nagyközségi Művelődési Ház igazgatója, 1984-től 1994-ig a pécsi Janus Pannonius Tudományegyetem Tanárképző Karán Néprajzi Tanszéken egyetemi adjunktus. Tolna megye alsó fokú népoktatása a XIX. század első felében c. munkájával 1981-ben doktori fokozatot szerzett. 1994-ben visszatért a szekszárdi múzeumba, mint néprajzos főmuzeológus. Itt folytatta szűkebb pátriárjára, a Sárközre vonatkozó kutatásait, kiegészítve a néprajzilag rokon Baranya (Hidas, Zengővárkony, Pécsvárad) és Bács-Kiskun (Érsekcsanád, Szeremle) megyei községek anyagaival. Így az egész régió társadalomtörténeti összefoglalójának elkészítésével foglalkozik. 2000 óta feldolgozta a temesközi Végvárra elszármazott sárközi családok történetét, rokonsági kapcsolatait az elhagyott falvakkal. Kutatási eredményeiről több konferencián tartott előadást. Körülbelül 100 publikációja szaklapokban, folyóiratokban, tanulmánykötetekben és évkönyvekben jelentek meg. 2018 óta nyugdíjas, de kutatásait, szakmai és tudománynépszerűsítő tevékenységét továbbra is folytatja. Az utóbbi években kiemelten foglalkozik Csapó Dániel, reformkori tolnai alispán életével, valamint a sárközi reformáció történetével. 

## Főbb művei (válogatás)
- A két Csapó Dániel. (Dunatáj 1979 (II) 1-3. 64-471.)
- "Nem viselem a remöte életet." Egy sárközi református presbiteriumi jegyzőkönyv feljegyzéseiből. (Dunatáj 1980 (III) 1.   37-48.)
- Egy sárközi lelkész gazdasági naplója. (Dunatáj 1980 (III) 3.   30-42.)
- A Sárköz-kutatás kezdete. (Dunatáj 1981 (IV) 3.   44-55.)
- Az oktatásügy helyzete Tolna megyében a XVIII—XIX. század fordulóján . (Dunatáj 1983 (VI) 1-4. 46-56.)
- A háztartás összetétel típusai és változásai (Sárpilis, 1792-1804). (Ethnographia 1984. (XCIV) 1. 177-241.) (Andorka Rudolffal közös munka.)
- A háztartások jellemzőinek és azok változásainak vagyoni rétegek szerinti különbségei Sárpilisen (1792-1804). (Történeti antropológia (Szerk.: Hofer Tamás). Bp., 1984. 257-280.) (Andorka Rudolffal közös munka.)
- The Social Demography of Hungarian Villages in the Eighteenth and Nineteenth Centuries (With Special Attention to  Sárpilis 1792-1804) . (Journal of Family History 1986. 2. 169-192.) (Andorka Rudolffal közös munka.)
- A presbitérium szerepe a sárközi parasztság életében. (Dunatáj 1994 (XVII) 2-3.   65-74.)
- A paraszti háztartásszerkezet változásai a Sárközben a 18. század fordulóján. (Történeti tanulmányok Dél-Pannoniából (Szerk.: Fülöp Miklós-Vonyó József) Pécs, 1994.   73-80.)
- A sárközi parasztság válasza a demográfiai átmenet kihívására a 19. század fordulóján. (Dunatáj 1995 (XVIII) 2-3.   14-21.)
- Protestáns etika - paraszti erkölcs. Adatok a sárközi parasztság erkölcsi értékrendjéről. (Wosinsky Mór Múzeum Évkönyve XIX. (Szerk.: Gaál Attila) Szekszárd, 1996.   299-316.)
- A Sárpilisi Református Egyház története. (Sárpilis, 1997.)
- Decsi vagyonleltárak a feudalizmus végéről /1841-1850/. (Wosinsky Mór Múzeum Évkönyve XX. (Szerk.: Gaál Attila) Szekszárd, 1998.   219-248.)
- A házassághoz kapcsolódó szokások a Sárközben. (Wosinsky Mór Múzeum Évkönyve XXI. (Szerk.: Gaál Attila) Szekszárd, 1999.   365-412.)
- Balázs Kovács Sándor - Deli Erzsébet: Kézművesek, népi iparművészek Tolna megyében. (Wosinsky Mór Múzeum, Szekszárd, 1999)
- Sárpilis. (Magyar Néprajz VIII. Társadalom (Főszerk: Paládi-Kovács Attila) Bp., 2000. 888-897.)
- Bátaszék története 1849–1921-ig. Bátaszék története II. Józseftől 1944-ig. {(Szerk.: Dobos Gyula) Bátaszék, 2000.   79-288.}
- A megesett lányok és a házasságon kívül született gyermekek helyzete a Sárközben. (Wosinsky Mór Múzeum Évkönyve XXII. (Szerk.: Gaál Attila). Szekszárd, 2000.   253-275.)
- Szekszárd a XXI. század küszöbén. (Bp., 2002.)
- A sárközi parasztság öröklési szokásai a feudalizmus végén.  (A Wosinsky Mór Múzeum Évkönyve XXIV. (Szerk.: Gaál Attila) Szekszárd, 2002. 337-365.)
- Vők a sárközi nagycsaládban. (Wosinsky Mór Múzeum Évkönyve XXV. (Szerk.: Gaál Attila). Szekszárd, 2003. 267-280.)
- A protestáns etika és a sárközi parasztság. (Népi vallásosság a Kárpát-medencében 6. I-II. (Szerk.: Laczkovits Emőke-Mészáros Veronika) Veszprém, 2004.  II. 347- 358.)
- Az idősek helyzete a sárközi nagycsaládban a 19-20. században. (Wosinsky Mór Múzeum Évkönyve XXVI. (Szerk.: Gaál Attila). Szekszárd, 2004. 297-324.)
- Wosinsky Mór néprajzi gyűjtő és feldolgozó tevékenysége. Wosinsky Mór "…a jeles pap, a kitűnő férfiú, a nagy tudós…" {(Szerk.: Gaál Attila) Szekszárd, 2005. 145-174.}
- Válás a sárközi paraszti társadalomban. (A Wosinsky Mór Múzeum Évkönyve XXVII. (Szerk.: Gaál Attila). Szekszárd, 2005. 259-296.)
- Fejezetek Sárpilis történetéből. (Szekszárd, 2006. 167.)
- A Tolna megyei Sárköz és rokon településeinek kapcsolatrendszere a 17-20. században. (Wosinsky Mór Múzeum Évkönyve XXVIII. (Szerk.: Gaál Attila). Szekszárd, 2006. 171-204.)
- Tolna megyei népi kalendárium. (Wosinsky Mór Múzeum Évkönyve XXVIII. (Szerk.: Gaál Attila). Szekszárd, 2006. 233-279.)
- A sárközi parasztság szerelmi élete. (Wosinsky Mór Múzeum Évkönyve XXIX. (Szerk.: Gaál Attila). Szekszárd, 2007. 281-342.)
- Újévtől szilveszterig. A jeles napokhoz fűződő népszokások és hiedelmek a Kapos mentén; Könnyü László Városi Könyvtár és Helytörténeti Gyűjtemény, Tamási, 2011 (Tamási örökség)
- A bátai reformátusok; Bátáért Egyesület, Báta, 2013 (Múltunk cserepei)
- Gemenc kincsei.Tájak, növények, állatok; Gemenci Erdő- és Vadgazdaság Zrt., Baja, 2014
- Bánátból bánatba. A Sárköz és a temesközi Végvár rokoni kapcsolatai; Babits, Szekszárd, 2014
- Két középbirtokos nemes levelezése a reformkorban. A tolnai Csapó Dániel és a somogyi Czindery László kapcsolata (Wosinsky Mór Múzeum Évkönyve 36. (Szerk.: Gaál Zsuzsanna – K. Németh András). Szekszárd, 2014. 405-446.)
- A régi Sárköz (Wosinsky Mór Múzeum Évkönyve 37. (Szerk.: Gaál Zsuzsanna – K. Németh András). Szekszárd, 2015. 217-298.)
- „Pöstyénben sok nevezetes esmeretségeket tettem.” A tolnai köznemesség fürdőélete a reformkorban (Wosinsky Mór Múzeum Évkönyve 38. (Szerk.: Gaál Zsuzsanna – K. Németh András). Szekszárd, 2016. 403-466.)
- Az Alsó-Dunamellék reformációja (Wosinsky Mór Múzeum Évkönyve 39. (Szerk.: Gaál Zsuzsanna – K. Németh András). Szekszárd, 2017. 443-502.)
- Népi pajzánságok a Sárközből: a sárközi parasztság szerelmi élete; Sárpilis Önkormányzata, Sárpilis, 2017
- A csíkos káposztától a pörcös pogácsán át a mundéros csukáig: a Sárköz népi találkozása; Sárpilis Önkormányzata, Sárpilis, 2017 (Testvérével, a Venesz-díjas mesterszakáccsal, Kovács Jánossal közös munka.)[2]
- Egy reformkori „emberbarát” és „hazafi” kultusza. Csapó Dániel tolnai alispán kortárs emlékezete (Wosinsky Mór Múzeum Évkönyve 42. (Szerk.: K. Németh András). Szekszárd, 2020. 275–288.) (Fiával, az Eötvös Loránd Tudományegyetem PhD-hallgatójával, B. Kovács Péterrel közös munka.)
- Bölcsőtől a sírig : az emberi életfordulóhoz kapcsolódó népszokások a Sárközben; Sárpilis Önkormányzata, Sárpilis, 2021